# 워싱턴 준주
워싱턴 준주(Washington Territory)는 1853년 2월 8일부터 미합중국의 42번째 주로 승격된 1889년 11월 11일까지 존재한 미국의 자치령, 즉 준주이다. 오리건 준주에서 분할되었다.

## 개요
워싱턴 준주의 영역은 오리건 준주 지역에서 콜럼비아 강 북쪽과 콜럼비아 강 동쪽은 북위 46도선 북쪽으로 구분된 범위가 되었다. 준주를 설립하는 법안의 초고는 ‘컬럼비아 준주’라고 명명했지만, 조지 워싱턴을 기리는 이름이 켄터키주 미국 하원 의원 리처드 H · 스탠턴에 의해 제안되었다.
준주의 주도는 올림피아였으며, 초대 준주 주지사는 아이작 스티븐스이었다. 준주의 시작 당시 영역에는 현재의 워싱턴주와 함께 아이다호주 북부와 몬태나주 대륙 분수령 서쪽 부분이 포함되어 있었다. 1859년 오리건주 승격과 함께 오리건 준주의 동쪽 부분, 즉 현재의 아이다호주 남부와 와이오밍주의 대륙 분수령에서 서쪽 부분(당시 네브래스카 준주)와 몬태나 라바리 카운티의 작은 지역이 워싱턴 준주로 편입되었다.
1863년, 스네이크 리버와 서경 117도선 동쪽 지역이 새롭게 창설된 아이다호 준주에 편입되어 현재 워싱턴주 영역과 동일하게 되었다. 워싱턴 준주는 1889년 11월 11일에, 미국 42번째 주로 가맹 인정을 받았다.

## 영역 변화

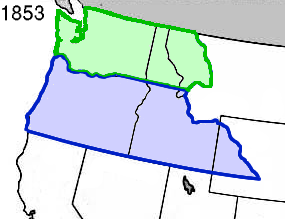
워싱턴 준주 (녹색)와 오리건 준주 (파란색) 1853년
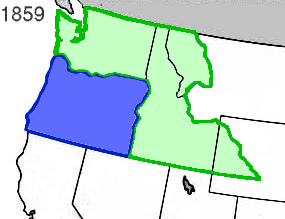
워싱턴 준주 (녹색)와 오리건 , 1859년
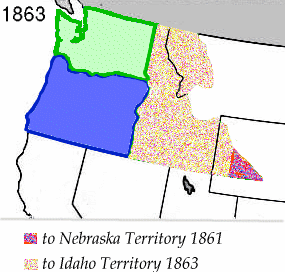
아이다호 준주 창설, 1863년

## 같이 보기
- 오리건 조약
- 오리건 컨트리